# حساء محمول
الحساء المحمول (بالإنجليزية: Portable soup)‏ يعتبر أحد أنواع الطعام المجفف التي أستُخدمت خلال القرنين الثامن عشر والتاسع عشر، وقد كان هذا النوع من الحساء هو الصورة الأولى لما عرف لاحقًا بـ«خلاصة اللحم» و«مكعبات مرقة الحساء»، ثم ما تلا ذلك من المواد الغذائية المجففة صناعيًا. كما عُرف هذا النوع من الحساء كذلك باسم «حساء الجيب»  أو «لحم غليو». ويشبه هذا النوع من الحساء كثيرًا اللحوم المثلجة الفرنسية. وقد ظل هذا الحساء لفترة طويلة عنصر الطعام الأساسي للبحارة والمستكشفين، وذلك لبقائه سليمًا لعدة أشهر أو ربما سنوات، كما أنه في الوقت ذاته يعتبر وجبة مشبعة ومغذية. وبالنسبة للحساء المجمد الذي تم تجفيفه لفترات أقل من المعتاد، فوفقا لدليل Household Cyclopedia الصادر عام 1881، كانت تفضله الأسر الخاصة، لأنه عن طريق وضع شريحة واحدة منه مع مقدار ربع لتر من الماء وقليل من الملح، فإنه يتم إعداد طبق متميز من الحساء في دقائق معدودات.